# Stephanuskapelle (Meckenheim)

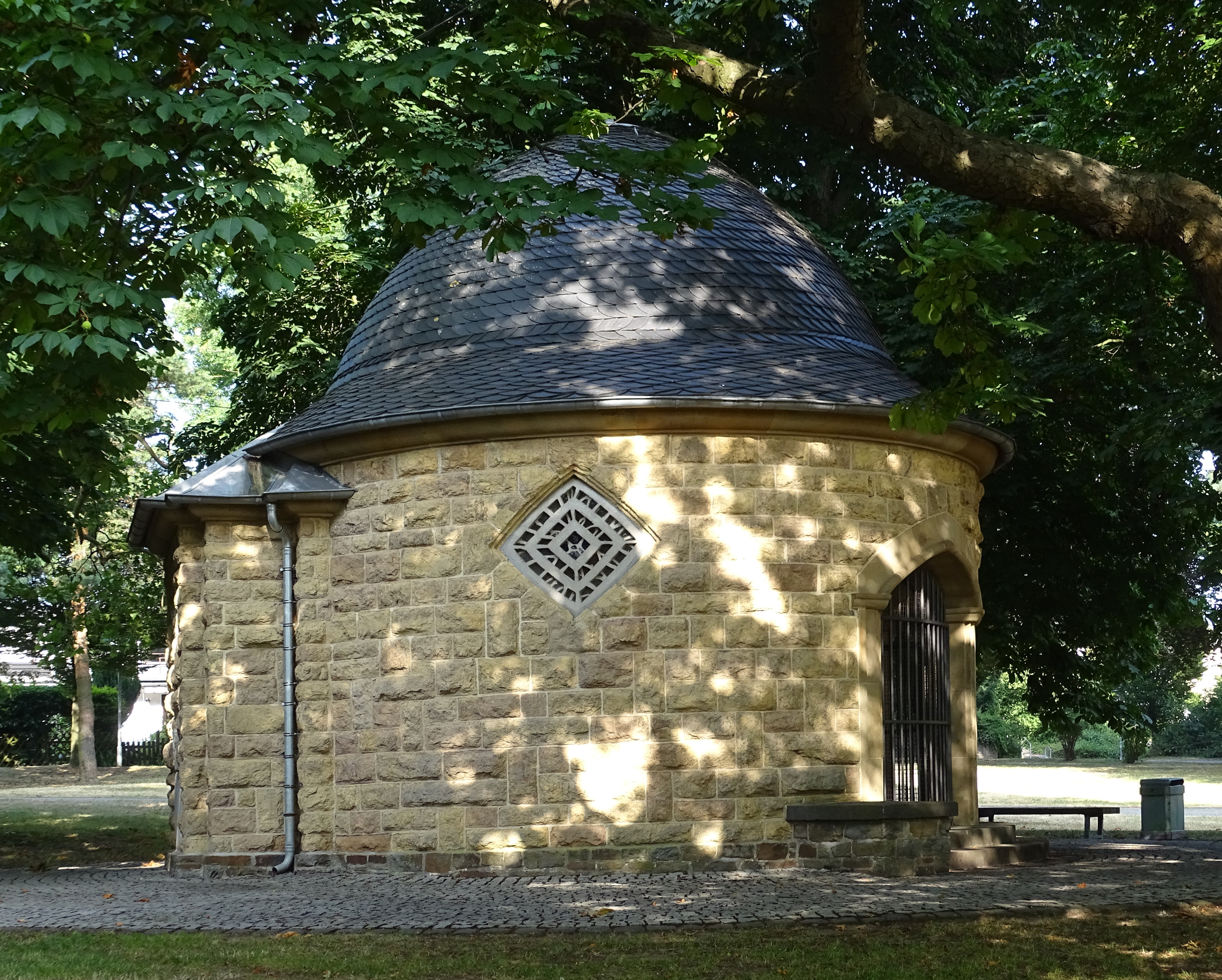
Stephanuskapelle

Die Stephanuskapelle in Meckenheim ist eine Kriegergedächtniskapelle. Sie ist der Nachfolgebau historischer Kapellen am selben Ort und wurde Mitte der 1920er-Jahre errichtet. Das auch zu Gottesdiensten genutzte Gebäude ist dem heiligen Stephanus gewidmet und gehört zur römisch-katholischen Pfarrgemeinde St. Johannes der Täufer (Kreisdekanat Rhein-Sieg-Kreis im Erzbistum Köln).

## Lage
Die Kapelle liegt auf dem Stephansberg (früher auch: Steffensberge) in einer Grünanlage an der Kreuzung Dechant-Kreiten-Straße und Merler Straße, rund 60 Meter nordwärts des evangelischen Gemeindezentrums Christuskirche. Direkt neben der Kapelle steht eine unter Naturdenkmalschutz stehende Rosskastanie etwa aus dem Jahr 1893, die 1975 saniert wurde.

## Geschichte
Stephanuskapellen sind an diesem Ort ab dem 14. Jahrhundert belegbar. Eventuell wurde hier aber schon sehr viel früher Gottesdienst gefeiert – so geht die Verehrung des ersten christlichen Märtyrers in der Gegend auf die fränkische Zeit zurück.

### Erste Dokumentation
Bereits 1362 wird eine Kapelle in Meckenheim urkundlich erwähnt. Es handelte sich um eine Stiftung der Junker von Meckenheim, Lehnsnehmern des Kölner Stiftes Mariengraden, zugunsten der Kirche. Sie blieb aber im Eigentum der Junker und fiel erst 1608 in den Besitz des Stiftes. In einer Urkunde von 1643 wird sie als Kapelle des heiligen Stephanus bei Meckenheim bezeichnet. Zu dem Zeitpunkt war das Stift Mariengraden verpflichtet, wöchentlich eine heilige Messe in der Kapelle zu feiern. Der damalige Apostolische Nuntius in Köln und spätere Papst Alexander VII., Fabio Chigi, hatte bereits 1639 genehmigt, Vermögenswerte der Stephanuskapelle mit solchen des Stiftes Mariengraden zu vereinen.

### Neubau 1725
Im Jahr 1725 wurde eine neue Kapelle anstelle des bisherigen Gotteshauses errichtet. Der Grund für den Neubau ist nicht bekannt. Am 27. Juni 1725 wurde die Kapelle vom Mariengrader Dechant Ignatius Graffinger benediziert. Bereits im folgenden Jahr ging das Gebäude in das Eigentum des Kölner Beamten und Geheimen Konferenzrats Johann Friedrich Freiherr von Cler (1708–1784) über, dem die Kapelle im Rahmen des Ankaufs sämtlicher Meckenheimer Güter des Mariengrader Stiftes zufiel. Ab 1820 fand wegen Baufälligkeit kein Gottesdienst mehr statt. 1872 kam es zum Abriss.

### Neubau 1924–1926
Im Juni 1924 beschloss die Meckenheimer Pfarrversammlung anlässlich des silbernen Priesterjubiläums des Oberpfarrers Franz Kreiten, die nicht mehr bestehende Stephanuskapelle als „Kriegergedächtnisstätte“ wieder aufzubauen. Das Architekturbüro Böll und Neuhaus der Architekten Aloys Böll (1878–1951, Onkel von Heinrich Böll) und Otto Neuhaus (* 1880) lieferte den Entwurf, und bereits am 17. August 1924 konnte der Grundstein zum Neubau gelegt werden. Die jüdische Gemeinde in Meckenheim nahm mit ihrem Synagogenvorsteher und Kantor an der Feierlichkeit teil und überreichte ein Geschenk mit Widmung. Am 28. Juni 1926 segnete Dechant Franz Kreiten die fertige Kapelle und feierte hier den ersten Gottesdienst. 1927 erfolgte die Weihe durch Weihbischof Joseph Hammels aus Köln.
Im Jahr 1980 wurden die Gedenktafeln der Kriege 1864, 1870–1871, 1914–1918 sowie 1939–1945 aus der Pfarrkirche in die Kapelle verbracht. 1987 wurde die Kapelle in die Denkmalliste der Stadt Meckenheim (Nr. 16) aufgenommen. Am 24. Juni 2013 wurde an der Kapelle anlässlich des Patronatsfestes eine heilige Messe für alle Verstorbenen und Gefallenen der Pfarrei gehalten. Im Anschluss übergab der Vorsitzende des Meckenheimer Heimatvereins, Meinolf Schleyer, in Anwesenheit von Bürgermeister Bert Spilles eine vom Heimatverein finanzierte und gestaltete Informationstafel zum Gebäude.

## Architektur und Ausstattung

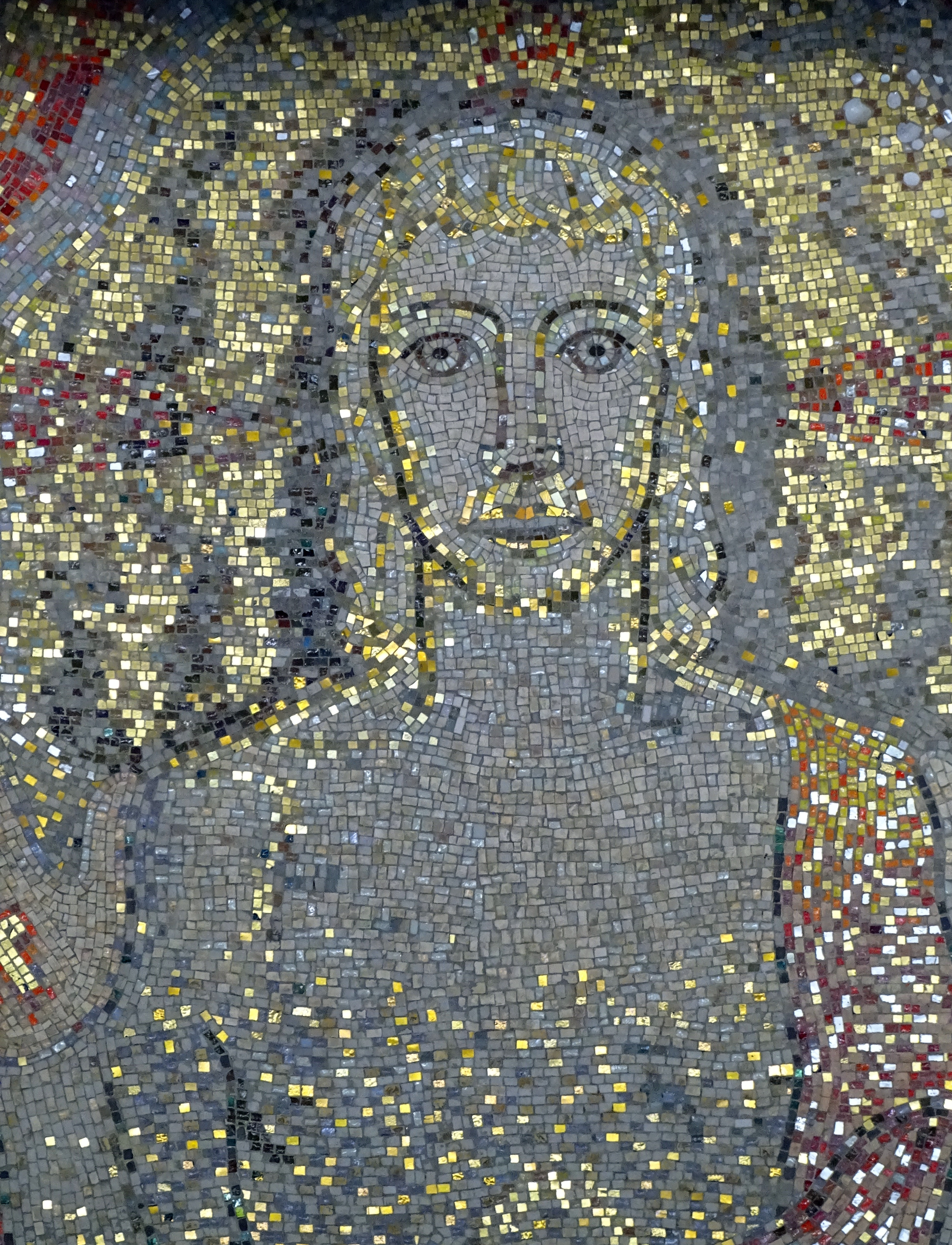
Teilansicht des Mosaiks

Die Kapelle besteht aus einer überkuppelten Rundhalle, deren Eingangsseite mit drei auf Säulen liegenden Gewölbebögen strukturiert ist. Die hier zum Park hin offenen Portale sind durch Gitter gegen unbefugtes Betreten geschützt. Der Bogen des mittleren Portals enthält die Inschrift „Den Gefallenen 1914–1918“. Im Inneren zeigt die Rückwand ein von Peter Hecker geschaffenes Mosaik des Christuskopfes mit der Inschrift „Ich bin die Auferstehung“ (Joh 11,25 ). Daneben befinden sich eingesetzte Steintafeln, die die gefallenen Meckenheimer der Kriege von 1864 (1 Soldat), 1870/71 (3 Soldaten) und 1914–1918 (63 Soldaten) auflisten. Eine Bodenplatte in der Raummitte dient dem Gedenken der Gefallenen des Zweiten Weltkriegs.